# Francês das Ilhas do Canal

## História
O Ducado da Normandia, na margem baixa do rio Sena, nasceu como consequência da cessão de terras que o rei francês fez aos viquingues ali estabelecidos no ano de 911. Esta geração falava a língua materna, o norueguês antigo, mas que foi paulatinamente abandonada pelo francês. As Ilhas do Canal ou Ilhas Anglo-Normandas foram conquistadas pelos normandos no ano de 933, que em 1066 conquistaram a Inglaterra após a batalha de Hastings. Em 1204 o rei francês recuperou o controle sobre a Normandia continental, exceção feita às Ilhas Anglo-Normandas que continuaram fazendo parte da coroa inglesa.
As evidências literárias, exceto os poemas históricos do escritor Wace (1100-1175), não ocorrem até o século XIX.
Há alguns milhares de falantes em suas diversas variedades dialectais.

## Dialetos
Os dialetos das Ilhas do Canal podem ser classificados de acordo com as principais ilhas que formam o arquipélago: Guernsey, Jersey, Sark e Alderney.
- Francês de Alderney (auregnais) . Esta variedade era uma das mais próximas às variedades da Normandia continental, mas a anglicização da ilha teve lugar no século XIX, com a chegada de um grande número de trabalhadores de construção anglófonos e a presença de instalações militares. Ao começar a Segunda Guerra Mundial só restava uma dezena de falantes que faleceram na década de 1960. Conservou-se um registro desta língua em uma passagem de 400 palavras que Frank Le Maistre registrou antes da guerra.
- Francês de Guernsey. A esta variedade ocorreu algo similar à anterior no sentido de haver sofrido uma forte anglicização durante o século XIX. Não obstante, a língua continuou sendo falada na ilha exceto na capital da mesma. De fato, antes da Segunda Guerra havia populações que não falavam inglês. Mas a evacuação dos habitantes da ilha por causa da guerra impôs um golpe à língua do qual ela nunca se recuperou. Com a chegada de estrangeiros no pós-guerra a anglicização só aumentou. Calcula-se que 10% dos habitantes da ilha ainda falem este dialeto, o que equivale a cerca de cinco ou seis mil falantes, sendo que os jovens pouco o conhecem.
- Francês de Sark (sercquiais) . Segundo um informe recebido por John Wesley em 1787 por um dos missionários enviados à ilha, nenhuma família residente em Sark entendia o inglês nessa época. A anglicização da ilha começa no século XIX com a chegada de mineiros anglófonos. Ainda que até a década de 1930 a língua gozasse de boa saúde, atualmente apenas 10% da população residente a usa, o que equivale a cerca de 600 pessoas.
- Francês de Jersey (jèrriais) . Também denominado em francês jersiais. A anglicização da ilha de Jersey começa no século XIX com a chegada de 2000 trabalhadores irlandeses e ingleses e com o assentamento de veteranos das guerras napoleônicas. Segundo o censo de 1989 o número de falantes da língua atingia 5720 pessoas, o equivalente a 6,9% da população residente na ilha.